# Arken, Östergötland
Arken är en sjö i Åtvidabergs kommun i Östergötland och ingår i Storåns huvudavrinningsområde. Sjön har en area på 0,397 kvadratkilometer och ligger 103,7 meter över havet.

## Delavrinningsområde
Arken ingår i det delavrinningsområde (644967-151025) som SMHI kallar för Utloppet av Arken. Medelhöjden är 113 meter över havet och ytan är 2,93 kvadratkilometer. Räknas de 4 avrinningsområdena uppströms in blir den ackumulerade arean 38,8 kvadratkilometer. Vattendraget som avvattnar avrinningsområdet har biflödesordning 2, vilket innebär att vattnet flödar genom totalt 2 vattendrag innan det når havet efter 48 kilometer. Avrinningsområdet består mestadels av skog (73 procent). Avrinningsområdet har 0,38 kvadratkilometer vattenytor vilket ger det en sjöprocent på 13 procent.